# Cameron Mitchell (Stargate)
El teniente coronel Cameron Mitchell es un personaje ficticio en la serie de televisión de ciencia ficción Stargate SG-1, interpretado por Ben Browder. Su apodo es "Shaft" (eje) un juego de palabras con su nombre inglés (el chiste es que su nombre es Cameron, su abreviatura "Cam" y el juego de palabras reside en que "camshaft" es "eje o árbol de levas" en inglés).
En español su apodo es León, del juego de palabras CamLeon (Camaleón).[cita requerida]

## Historia
Al parecer es originario del sur de los Estados Unidos (más concretamente del estado de Kansas (Episodio 10-15), en donde viven sus padres) y, por lo tanto, tiene un acento meridional leve. A veces hace referencias a una abuela religiosa.
El padre de Mitchell era piloto de pruebas para la fuerza aérea hasta que un accidente le costó ambas piernas. Mitchell admitiría años más tarde que ver a su papá sin piernas por primera vez lo asustó mucho.
Cameron tuvo una crisis de conciencia varios años antes de servir como piloto de los F-302. Durante una misión (posiblemente en Afganistán o Irak), Mitchell, pilotando un caza F-16 accidentalmente destruyó un convoy pequeño de vehículos que llevaban a refugiados. Aunque lo absolvieron de cualquier culpa y cargo, aún se sentía responsable y estuvo a punto de renunciar.
Mitchell condujo la escuadrilla de los F-302 en la batalla contra fuerzas de Anubis en la Antártida a finales de la temporada 7. Lo derribaron y quedó herido gravemente, pero ante la promesa de un lugar en el SG-1 se recuperó. En la temporada 9 Mitchell es asignado como nuevo oficial jefe del SG-1 en sustitución del general O' Neil.
Al concretarse su entrada al SGC se entera de que el resto de SG-1 no forma más parte del equipo. Después de varios intentos valerosos él concluye que "no va a conseguir reunir a la banda".
Cuando Mitchell conduce al Dr. Daniel Jackson, Vala Mal Doran, y a un Teal'c renuente en una búsqueda para ganar conocimiento y riquezas, encuentran un dispositivo de comunicación Antiguo, enterrado en una tumba de Arturica.
Posteriormente, cuando Daniel y Vala alertan inadvertidamente a los malvados ascendidos, los Ori, de la presencia de seres humanos, las perspectivas de Mitchell lucen menos débiles. Con un nuevo enemigo tan peligroso, Daniel y Samantha están impacientes de volver a la línea de combate. Después de una tentativa de capturar a Ba'al fracasa, queda claro que Teal'c había perdido aprobación en el alto consejo Jaffa. Esto lo ata más fuerte a los Tau'ri, asegurando su vuelta al equipo insignia del SGC para satisfacción de Mitchell.